# Arcana obscura
Arcana Obscura ist ein deutsches Musikprojekt um den Musiker Thomas Gäbhard, das tanzbareres Electro mit mittelalterlicher und World music sowie Elementen aus dem Dark Electro verbindet.

## Geschichte
Arcana Obscura (wörtlich lat. „dunkle Geheimnisse“; eigentlich ein aus der Alchemie stammender Begriff, der ein „geheimnisvolles Elixier“ bezeichnet) besteht seit 1990. Das ursprüngliche Soloprojekt von Thomas Gäbhard entwickelte sich durch den Einsatz von wechselnden Gastmusikern von puristischer EBM zu seiner heutigen Form von archaischem Dark Wave/Ambient mit sphärischen Gesängen und akustischen Instrumenten aus Klassik, Mittelalter und verschiedenen ethnischen Traditionen. Arcana Obscura arbeitete mit verschiedenen Gastmusikern zusammen, wie etwa der Stimme von Angelika Meindl, die auch für ihre Choreographien im zeitgenössischen Tanz berühmt ist, später kam Heike, die schon bei Clandestine mitwirkte, als erste feste Sängerin dazu.
Durch die beiden Special Performances, „Machine-Experience“ im Deutschen Museum 2002 und dem Konzert im Völkerschlachtdenkmal Leipzig 2003 kamen mit Sabine Andres eine Opernsopranistin und mit Sabine Stelzer eine weitere Sängerin und Mittelalter-Multiinstrumentalistin dazu. 2006 trennten sich Sabine Andres und 2011 Sabine Stelzer wieder von dem Musikprojekt. Dafür kamen 2013 Andrea Bannert und Betty Baindl von Tibetréa als Sängerinnen dazu und seit Ende 2015 gibt es mit Timea Göghova einen weiteren Neuzugang.

## Musik/Performance
Als das Hauptmusikprojekt von Thomas Gäbhard verbindet Arcana Obscura mittelalterliche Instrumente, historische und internationale Texte und experimentelle Computersoundcollagen mit dem Gesang von unterschiedlichen ausdrucksstarken weiblichen Stimmen. Kontrastreich werden diese mystischen Gesänge gelegentlich zusätzlich von Thomas Gäbhards expressiver Stimme akzentuiert, wobei er sich als Kopf der Gruppe eher hauptverantwortlich für sämtliche elektronischen Ideen und deren Verwirklichungen zeigt. Seine Soundkompositionen lassen vielfältige ethnologische und mythologische Ströme erahnen. Deutlich hörbar sind die slawischen, orientalischen und indischen Einflüsse sowie die aus der Balkan-Musik. Mittelalterliches internationales Liedgut und klassische Operntexte werden dabei in ein neues Gewand und eigene Melodien gehüllt, wobei auch immer wieder eigene Texte von Arcana Obscura zur Aufführung kommen.
Große Lebendigkeit und Abwechslungsreichtum beweisen die Musiker auch mit dem Einsatz der akustischen Instrumente, die größtenteils aus dem mittelalterlichen Instrumentalrepertoire stammen, wie etwa Schalmeien, Dudelsack und Cister. Aber auch diverse Flöten, Harfe, Perkussionsinstrumente und blechernes Schlagwerk (Gongs, Klangschalen, Zimbeln etc.) bringen eine besondere Dynamik in die Musik, die dadurch noch zusätzlich ihren unverwechselbaren Charakter erhält. Die spirituelle Kraft der magischen Texte, wie z. B. der Merseburger Zaubersprüche, verbindet sich mit meditativen Klanglandschaften, kraftvollen elektronischen Beats und interkulturellen Tänzen und lässt Bilder von mystischen Welten entstehen.

### Live
Live präsentierten Arcana Obscura ihr Programm erstmals auf dem Münchener Theatron-Open-Air im Sommer 1993. Darauf folgten verschiedenste Auftritte unter anderem im Vorprogramm von DIE FORM und CALL, 1995 eine Tournee quer durch Deutschland und Belgien zusammen mit DIVE und KIRLIAN CAMERA und 1998 als einer der Headliner auf dem The-Power-Of-A-New-Aeon-Festival. Im Völkerschlachtdenkmal Leipzig spielten sie 2003 und 2004 ein musikalisch exklusives Spezialset, eine musikalische Zeitreise von der Antike über Mittelalter und Barock zur Moderne.
Seit 2010 wird die Show zum immer wichtigeren Element. Die Band wird nun durch verschiedene Tanz-Performances wie „Tribal Fusion Bellydance“, Schwertertanz oder klassisch indischem Tanz optisch bereichert. Bei Open-Air-Auftritten verstärkt die Kraft des Elements Feuer das Gesamtbild in Form einer integrierten Feuershow.

## Diskografie
- 1994: ARCANA OBSCURA (LP)
- 1995: DELUSION (CD)
- 1995: PAIN (MCD)
- 1998: FIELDS OF THE LOST (CD)
- 2000: THEMES FROM DOOM (CD)
- 2003: LIVE im VÖLKERSCHLACHT-DENKMAL 2003 (CD)
- 2005: EXTRACT (CD)
- 2006: LIES (CD)
- 2007: EVIDENCE (CD)
- 2011: LEMURIA (CD)
- 2013: PAIN NEW EDITION (CD)
- 2017: TEMPUS (CD)
- 2017: 2000 MILES (CD)

### Compilations
- 1994: Essence of ConSequence Vol.1, Dark Cities, Where are you
- 1994: SIX-PACK, I Could be You
- 1995: Touched by the Hand of Goth, Why
- 1995: The Gothic Compilation Part.III, Delusion vers.II
- 1995: Cleaner, Er, Strong, Quiet Earth, Where are you (video vers.)
- 1995: Sound-Line Vol.1, Awakening
- 1995: Essence of ConSequence Vol.2, Where is my Way (violin edit)
- 1995: Taste This.4, Myth
- 1996: Miroque Vol.1, Forgotten Time
- 1996: Touched by the Hand of Goth Vol.2, There burns a Fire
- 1997: Miroque Vol.2, Hall of Mirrors
- 1997: The ABBY Compilation, Theme from Doom (long version)
- 1997: The Dark Ages, Underworld
- 1998: The Gothic Compilation Part.VII, Theme from Doom
- 1998: Essence of ConSequence Vol.3, Run Away (remix)
- 1998: The Dark Ages The Final Chapter, Incantation (remix)
- 1998: Tortures Vol.3, Waiting (remix)
- 1999: Wellenreiter in Schwarz Vol.4, Hast du in meine Augen gesehen
- 1999: Samhain, Forgotten Time (version)
- 2001: Triton II, Awakening by the End
- 2002: Essence of ConSequence Vol.4, Stop it Now 02
- 2002: Best of Medieval & Romantic 1, Hall of Mirrors
- 2003: Mystica Mysteria IV, Forgotten lakes
- 2003: Gothic Compilation subscribers only, Dark Cities (angelmix)
- 2003: EXTREME Jenseitshymnen 4, Pain (Disastrous Din mix)
- 2003: LUNAs fantastische Musik Vol.1, Flames
- 2004: LUNAs fantastische Musik Vol.II, Desert Of Pain (2nd Version)
- 2004: EXTREME Jenseitshymnen 5, Theme from Doom
- 2004: Pax Musikedition Vol.2, Stella Splendens
- 2005: ZILLO Dark Summer 2005, Playing God (Din Remix)
- 2005: The Gothic Compilation Part.XXIX, Playing God (Din Remix)
- 2006: The Gothic Compilation Part.XXXIII, Evidence
- 2006: ZILLO New Signs & Sounds 07-08/06, Evidence
- 2007: NERODOM Compilation 2007, Stella Splendens (Club Mix)
- 2007: ADERLASS VOL.5, Stella Splendens (Club Mix)
- 2007: ORKUS COMPILATION 29, Stella Splendens
- 2008: DARK ALLIANCE, Stella Splendens
- 2010: KLANGFEST 2010, Evidence (Lemuria Mix)
- 2013: ABSOLUTE GRRRLS MANIFESTO (chapter I), Stella Splendens
- 2013: Body To Body, Stella Splendens
- 2014: The Live Life, Stella Splendens (live in Erding)
- 2015: Unforgotten Rhymes – A Tribute To Psyche, Murder In Your Love.[1][2]